# تپه گردنه تپه‌سی
تپه گردنه تپه‌سی مربوط به هزاره دوم و اول قبل از میلاد است و در شهرستان مراغه، بخش سراجو، دهستان سراجوی شرقی، روستای آلما چوان واقع شده و این اثر در تاریخ ۲۵ آبان ۱۳۸۷ با شمارهٔ ثبت ۲۳۶۱۹ به‌عنوان یکی از آثار ملی ایران به ثبت رسیده است.